# Johannes von Trauttmansdorff
Johannes III. von Trauttmansdorff OSB (* um 1430; † 1. November 1483 in Admont) war ein salzburgischer römisch-katholischer Geistlicher und von 1466 bis 1483 Abt der Benediktinerabtei St. Blasius zu Admont.

## Leben und Wirken
Johann von Trauttmansdorff entstammte der in der Oststeiermark begüterten Adelsfamilie Trauttmansdorff, welche seit dem 15. Jahrhundert zahlreiche Domherren des Erzstifts Salzburg hervorbrachte. Sein Vater war der kaiserliche Kämmerer Ulrich von Trauttmansdorff, seine Mutter Katharina von Altenburg. Sein Bruder Christoph von Trautmannsdorf wurde 1477 Bischof von Seckau. Auf Veranlassung Kaiser Friedrichs III. war er zuvor Pfarrer von Irdning (nach anderen Quellen: Ardning) gewesen. Von Papst Pius II., der vor ihm als Pfarrer von Irdning gedient hatte, hatte er 1462 das Privileg der Wahl eines eigenen Beichtvaters und das Recht zur Pfründenhäufung erwirkt.
Die Amtszeit des Johann von Trauttmansdorff als Admonter Abt war eine Zeit wirtschaftlicher Blüte. Zu Beginn seiner Amtszeit konnte durch kaiserliche Vermittlung eine Einigung in der anhaltenden Auseinandersetzung mit den Gewerken in Eisenerz über die Lieferung von Roheisen an die admontischen Hammerwerke erzielt werden. Hingegen brachten die Kosten der Baumkircherfehde von 1469 eine erhöhte Steuerlast für das Admonter Stift. Der 1480 erfolgte Türkeneinfall brachte für die stiftischen Besitzungen erhebliche Zerstörungen, über die der Abt  im folgenden Jahr ein ausführliches Schadensregister anfertigte.
Unter Johann von Trauttmansdorff wurden die Bauarbeiten an den Baulichkeiten des Stifts fortgesetzt, wofür Wolfgang Tenk, der 1480 das Mitgliederverzeichnis der Admonter Bauhütte anlegte, 1475 aus Wiener Neustadt berufen wurde. In seinem Auftrag wurde das Obere Tor der Stiftsbefestigung errichtet und über dem Unteren Tor ein Turm errichtet. 1481 war der Weiße Turm der Burg Gallenstein fertiggestellt und in Kalwang ließ er neue  Wehrmauern aufführen.
Vor seinem Tod machte Johann von Trauttmansdorff zusammen mit seinen Vettern Wilhelm und Hans eine Stiftung für die Betreuung der Kranken im Admonter Stiftsspital. Sein Familienwappen zeigt in von Rot und Silber gespaltenem Schild eine sechsblättrige rote Rose verwechselter Farbe. Bestattet wurde er neben dem von ihm errichteten Ölbergaltar der Stiftskirche.